# Mysateles meridionalis
Mysateles meridionalis е вид бозайник от семейство Хутиеви (Capromyidae). Видът е критично застрашен от изчезване.

## Разпространение
Разпространен е в Куба.